# Waiting for Love (Jiordan Tolli)
Waiting for Love è un brano musicale della cantante indie pop australiana Jiordan Tolli, pubblicato il 23 febbraio 2016 come primo singolo estratto dall'EP di debutto In Transit. Si tratta quindi del singolo di debutto della cantante.

## Video musicale
Il giorno della sua uscita, Jiordan Tolli ha caricato sul suo canale YouTube il video ufficiale di Waiting for Love, diretto da Samuel B Dunn. Esso presenta un anziano uomo vestito da cowboy nel deserto che cammina e si alterna a delle scene con la giovane artista che canta in un capanno, sulle quali pareti viene proiettata l'avventura del vagabondo perduto.

## Tracce
- Download digitale

1. Waiting for Love – 3:02 (testo: Jiordan Anna Tolli)